# Marie Collart-Henrotin
Pour les articles homonymes, voir Collart et Henrotin.
Marie Collart-Henrotin, née le 5 décembre 1842 à Bruxelles et morte le 18 octobre 1911 à Nebida (it) (Sardaigne), est une peintre belge.

## Biographie
Marie Collart-Henrotin naît le 5 décembre 1842 à Bruxelles. Sa famille est aisée. Ses parents ne sont pas des artistes, mais sa mère, Isabelle Collart-Motte, est en relation avec des milieux littéraires et artistiques. Si Marie est essentiellement autodidacte, elle a cependant bénéficié des conseils d’Alfred Verwée, peintre, de Martin Léonce Chabry, peintre mais aussi son beau-frère (il a épousé sa sœur Julie à Bruxelles en 1862), et du marchand de tableaux Arthur Stevens (nl) (également son beau-frère, il a épousé en secondes noces à Uccle en 1872 sa sœur Elisa Collart). Arthur Stevens lui fait découvrir les œuvres de Corot, Courbet, Millet. Ces peintres ont une forte influence sur elle, mais elle s’en libère rapidement pour exprimer sa propre sensibilité. 
Son talent est rapidement reconnu : elle expose à Bruxelles en 1864, à Paris en 1865, à Vienne en 1873. Elle obtient la Médaille d'or au Salon des Artistes français, à Paris, en 1870. Elle est présente ensuite à des expositions à Londres, Gand, à Bruxelles, Paris (exposition de 1878 avec la peinture le Verger). En 1868, Marie Collart est membre fondatrice de la Société libre des Beaux-Arts. Au Salon de Bruxelles de 1869, le roi Léopold II acquiert son tableau intitulé Printemps.
En 1871, à Bruxelles, elle épouse Edmond Maximilien Clément Henrotin, capitaine d'artillerie. L'un des témoins de ce mariage sera le peintre Martin Léonce Chabry qui était son beau-frère. Edmond Henrotin meurt en 1894. Ils ont eu plusieurs enfants, mais les maternités successives n’empêchent pas Marie Collart de poursuivre sa production artistique.
Elle meurt en Sardaigne, mais son corps est ramené en Belgique et elle est enterrée dans le vieux cimetière de Drogenbos.

## Distinction
- Chevalier de l'ordre de Léopold (4 mai 1881)[6]. Elle est la première femme belge, avec Euphrosine Beernaert, décorée dans cet ordre honorifique[6].

## Œuvres
- La Fille de ferme, exposée au salon de Paris en 1865[7].
- Vache blanche en prairie, 1863.
- Vache noire dans verger, 1864.
- Femme rentrant des cochons.
- Cheval gris. (M. Bisschoffsheim).
- Vache grise : verger, Bruxelles 1866.
- Gardeuse de vache.
- Vaches près d'une barrière.
- Le Soir, Paris 1870. Médaille d'or.
- La Source, effet du matin, Paris 1869.
- Un coin de prairie, 1870, Vienne 1873.
- Dimanche matin (temps gris), Paris 1870.
- Temps de pluie. Novembre. Lever de lune, Bruxelles 1872. Exp. histor. Art Belge 1880.
- Un four de campagne (soir d'hiver), 1870.
- Pommiers en fleurs. Printemps, 1870.
- Le Soir, Salon de Bruxelles de 1878[8].
- Le Moulin de Callevoet ; matin d'automne, Salon de Bruxelles de 1881[9]
- Le Canal de Ruysbroeck ; hiver, Salon de Bruxelles de 1881[9].
- Scène d'hiver, la veille de Noël, 1885. Paris 1889. Bruxelles 1894. Gênes 1894.
- La Ferme au fond du verger (printemps) Beersel, 1885.
- La Mare après l'orage, 1885. Gand 1886. Paris Exp. Univ. 1889.
- La Sortie du verger (Beersel), 1886.
- Sentier dans la mousse (Tervueren), 1886.
- Le Jardin du couvent des sœurs (Droogenboscli), 1886.
- Cour de ferme à Beersel, 1887.
- Le Calme du soir (Schavaes), Bruxelles 1895.
- Premier givre, chemin de Beersel.
- Le Sentier, Spa 1890.
- Un jardin de religieuses (Droogenbosch), 1887. Bruxelles 1887. (M. Vanderheyden).
- Une gardeuse de vaches (Schavaes), 1890.

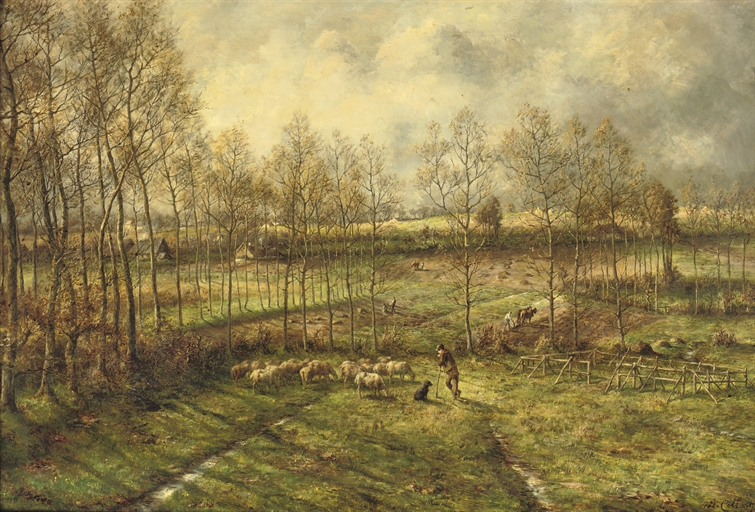
La Campagne en mars
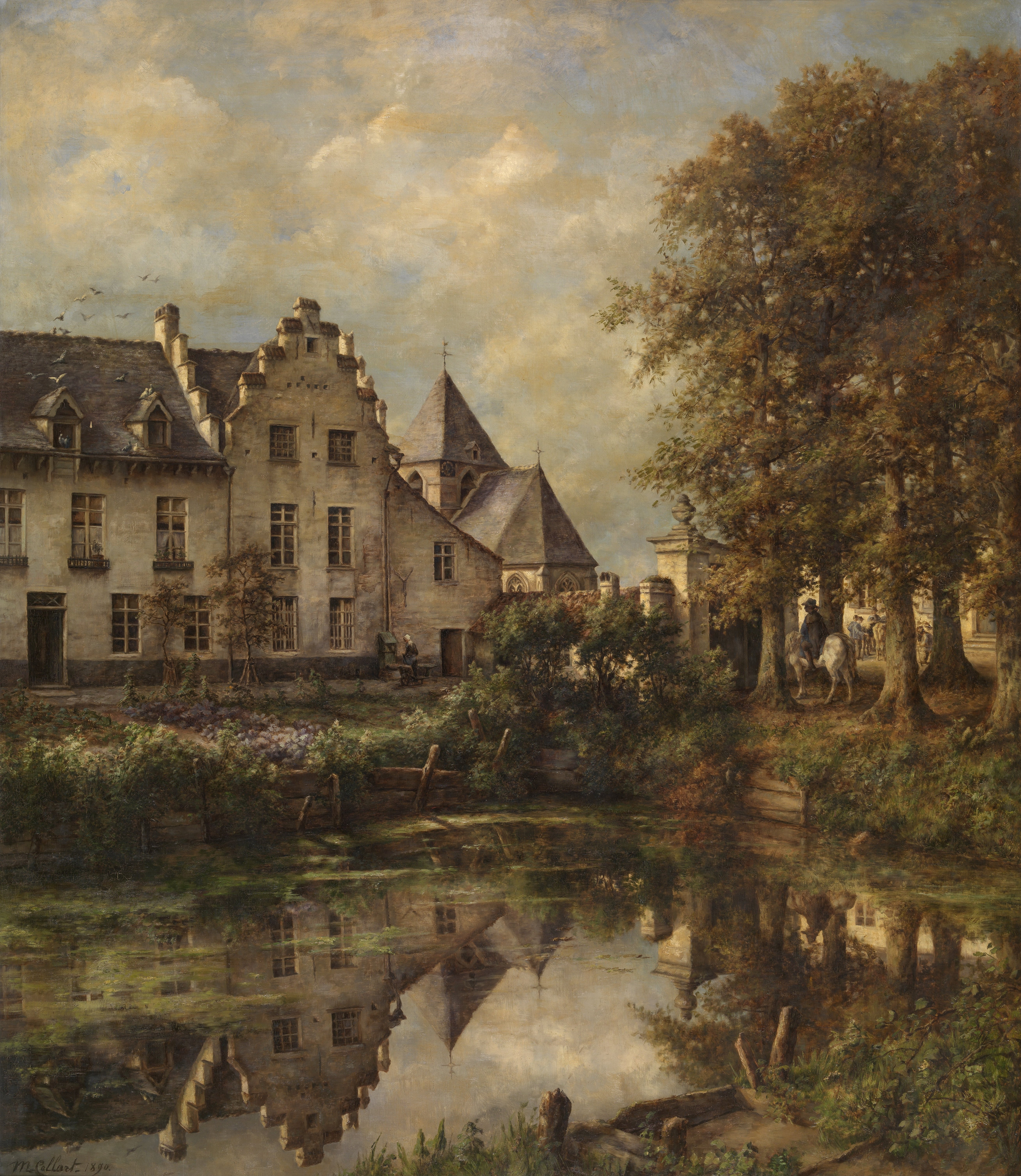
Hofstede Brabant, 1890, collection du Musée royal des Beaux - Arts d'Anvers
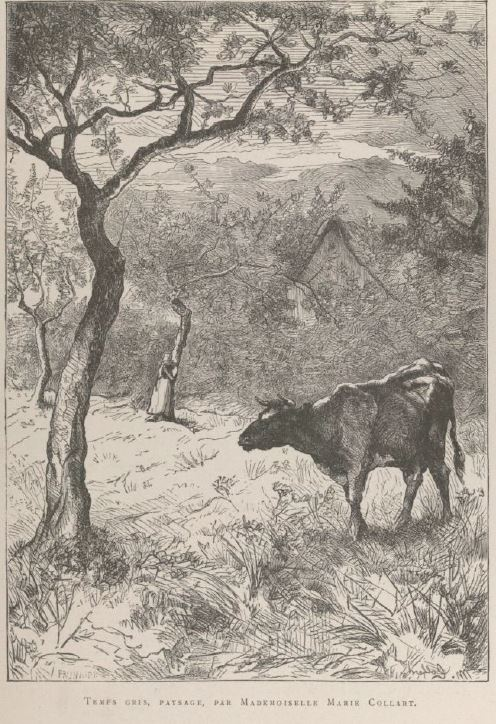
Temps gris
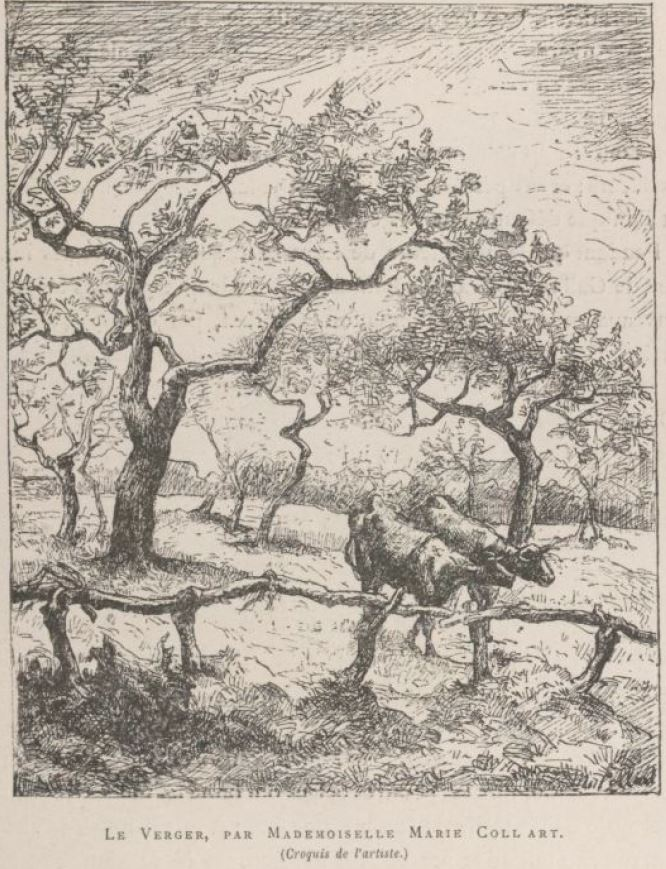
Verger, croquis, 1878